# Marta Fascina
Marta Antonia Fascina (nascida em 9 de janeiro de 1990) é uma política italiana da Forza Italia, membro da Câmara dos Deputados desde 2018.

## Vida
Ela nasceu em Melito di Porto Salvo (região da Calábria), uma pequena cidade costeira no extremo sul da Península Italiana. Ela frequentou a universidade "Sapienza" de Roma, graduando-se em literatura em 2018.
Em 2020, foi anunciado que Fascina estava a namorar com o ex-primeiro-ministro da Itália, Silvio Berlusconi.